# Rio Pirangi (Rio Grande do Norte)
O Rio Pirangi é um curso d'água no estado brasileiro do Rio Grande do Norte que desemboca na costa leste do estado, na Praia de Pirangi, dividindo-a em Pirangi do Norte (pertencente ao município de Parnamirim) e Pirangi do Sul (pertencente ao município de Nísia Floresta).
Em seus alto e médio cursos, o rio Pirangi é também conhecido como Rio Taborda e recebe, dentro do município de Parnamirim, três afluentes: à margem esquerda, os rios Cajupiranga e Pitimbu e, à direita, o Rio Pium.